# Noccaea cypria
Noccaea cypria (тюльпан кипрський) — вид рослин з родини капустяні (Brassicaceae), ендемік Кіпру.

## Опис
Багаторічна трава 4–12 см заввишки. Стебла висхідні, нижня частина стебла дерев'яниста. Базальні листки у вільних розетках, черешкові, від ланцетних розширених при основі до зворотнояйцеподібних, цілі, 7–40 × 5–20 мм. Невеликі квіти у кінцевих щиткових суцвіттях з 4 чашолистками й пелюстками. Плід — стручок. Цвітіння: лютий — травень.

## Поширення
Ендемік Кіпру.
Населяє сухі скелі, кам'янисті схили, на вулканічних породах особливо в горах Троодос, а також в інших частинах острова, на висотах від 900 до 1900 м. 